# قاليقوط
قاليقوط أو كاليكوت أو كوجيكود أو كوريكود (بالماليالامية: കോഴിക്കോട്)‏ (سماع)،مدينة في جنوب الهند تقع في ولاية كيرالا على ساحل مليبار. وتبعد حوالي 380 كيلومتر شمال عاصمة الولاية ثيروفانانثابورام، عُرفت خلال العصور الوسطى باسم مدينة التوابل، وهي عاصمة سابقة لإحد الممالك القديمة في الهند، وقد كانت مدينة مهمة خلال القرن السابع الميلادي بالنسبة للتجار العرب، تعتبر مدينة ناشطة في مجال توفر الوظائف في الهند، وهي مدينة مهمة في مجال تجارة التوابل والبن والمطاط وجوز الهند والقطن والمنسوجات، زارها الرحال البرتغالي فاسكو دا غاما سنة 1498 ميلادي، ناهز عدد سكان المدينة حسب إحصاءات سنة 2011 المليونيّ نسمة.

## المناخ
يظهر الجدول التالي التغييرات المناخية على مدار السنة لقاليقوط:
| البيانات المناخية لـقاليقوط                                      | البيانات المناخية لـقاليقوط | البيانات المناخية لـقاليقوط | البيانات المناخية لـقاليقوط | البيانات المناخية لـقاليقوط | البيانات المناخية لـقاليقوط | البيانات المناخية لـقاليقوط | البيانات المناخية لـقاليقوط | البيانات المناخية لـقاليقوط | البيانات المناخية لـقاليقوط | البيانات المناخية لـقاليقوط | البيانات المناخية لـقاليقوط | البيانات المناخية لـقاليقوط | البيانات المناخية لـقاليقوط |
| الشهر                                                            | يناير                       | فبراير                      | مارس                        | أبريل                       | مايو                        | يونيو                       | يوليو                       | أغسطس                       | سبتمبر                      | أكتوبر                      | نوفمبر                      | ديسمبر                      | المعدل السنوي               |
| ---------------------------------------------------------------- | --------------------------- | --------------------------- | --------------------------- | --------------------------- | --------------------------- | --------------------------- | --------------------------- | --------------------------- | --------------------------- | --------------------------- | --------------------------- | --------------------------- | --------------------------- |
| الدرجة القصوى °م (°ف)                                            | 35.8 (96.4)                 | 36.6 (97.9)                 | 34.6 (94.3)                 | 34.4 (93.9)                 | 34.3 (93.7)                 | 34.0 (93.2)                 | 32.1 (89.8)                 | 30.8 (87.4)                 | 31.9 (89.4)                 | 32.7 (90.9)                 | 33.7 (92.7)                 | 34.0 (93.2)                 | 36.6 (97.9)                 |
| متوسط درجة الحرارة الكبرى °م (°ف)                                | 31.7 (89.1)                 | 32.1 (89.8)                 | 32.8 (91.0)                 | 33.3 (91.9)                 | 32.2 (90.0)                 | 29.5 (85.1)                 | 28.2 (82.8)                 | 28.4 (83.1)                 | 29.5 (85.1)                 | 30.4 (86.7)                 | 31.2 (88.2)                 | 31.5 (88.7)                 | 30.9 (87.6)                 |
| المتوسط اليومي °م (°ف)                                           | 26.8 (80.2)                 | 27.7 (81.9)                 | 28.9 (84.0)                 | 29.6 (85.3)                 | 29.1 (84.4)                 | 26.7 (80.1)                 | 26.0 (78.8)                 | 25.9 (78.6)                 | 26.8 (80.2)                 | 27.3 (81.1)                 | 27.5 (81.5)                 | 27.2 (81.0)                 | 27.5 (81.4)                 |
| متوسط درجة الحرارة الصغرى °م (°ف)                                | 22.0 (71.6)                 | 23.1 (73.6)                 | 24.8 (76.6)                 | 25.9 (78.6)                 | 25.5 (77.9)                 | 23.9 (75.0)                 | 23.3 (73.9)                 | 23.5 (74.3)                 | 23.9 (75.0)                 | 23.9 (75.0)                 | 23.5 (74.3)                 | 22.4 (72.3)                 | 23.8 (74.8)                 |
| أدنى درجة حرارة °م (°ف)                                          | 17.4 (63.3)                 | 19.0 (66.2)                 | 21.3 (70.3)                 | 20.8 (69.4)                 | 21.5 (70.7)                 | 21.0 (69.8)                 | 20.3 (68.5)                 | 21.2 (70.2)                 | 21.2 (70.2)                 | 18.4 (65.1)                 | 17.8 (64.0)                 | 18.0 (64.4)                 | 17.4 (63.3)                 |
| الهطول مم (إنش)                                                  | 2.7 (0.11)                  | 3.4 (0.13)                  | 21.4 (0.84)                 | 90.2 (3.55)                 | 310.9 (12.24)               | 818.2 (32.21)               | 902.5 (35.53)               | 447.3 (17.61)               | 233.4 (9.19)                | 263.5 (10.37)               | 136.6 (5.38)                | 35.0 (1.38)                 | 3٬284٫6 (129.31)            |
| متوسط الأيام الممطرة                                             | 0.3                         | 0.3                         | 1.1                         | 4.9                         | 10.8                        | 25.4                        | 25.3                        | 23.3                        | 13.0                        | 11.9                        | 7.7                         | 1.9                         | 125.9                       |
| متوسط الرطوبة النسبية (%)                                        | 70                          | 72                          | 73                          | 74                          | 78                          | 88                          | 90                          | 90                          | 86                          | 82                          | 77                          | 71                          | 79                          |
| المصدر #1: IMD (average high and low, precipitation)             |                             |                             |                             |                             |                             |                             |                             |                             |                             |                             |                             |                             |                             |
| المصدر #2: NOAA (extremes, mean, humidity, rain days, 1971–1990) |                             |                             |                             |                             |                             |                             |                             |                             |                             |                             |                             |                             |                             |

## أعلام
- أنجالي مينون
- فيرغيس كوريين
- ك. ك. محمد
- توم جوزيف
- فيجايا ميلنيك